# Zapatadon
Zapatadon  é um gênero extinto da família Sphenodontidae do Jurássico Inferior mexicano, cujos fósseis foram encontrados na Formação La Boca (Toarciano-Pliensbachiano).